# Arno Bornkamp
Arno Bornkamp (Amsterdam, 1959) is een Nederlandse saxofonist.

## Levensloop
Vanaf 1979 studeerde Bornkamp bij Ed Bogaard saxofoon aan het Sweelinck Conservatorium in Amsterdam. Al tijdens zijn studie kreeg hij de kans om solistisch met verschillende orkesten op te treden. In Rome in 1982 maakte hij zijn debuut met het Concertino da camera van Jacques Ibert. In 1983 werd dit vervolgd door acht optredens met het Nationaal Jeugd Orkest, waarmee hij de Rhapsodie van Claude Debussy voor altsaxofoon en orkest uitvoerde.
In 1986 studeerde hij met de hoogst mogelijke waardering van de internationale commissie af, waarna het ministerie van WVC hem in staat stelde om verder te studeren bij Daniel Deffayet in Parijs. Ook studeerde hij in Bordeaux bij Jean-Marie Londeix en bij Ryo Noda in Osaka.
Na zijn afstuderen is hij aangesteld als hoofdvakdocent saxofoon aan het Twents conservatorium. Sinds 1995 doceert hij saxofoon aan het Conservatorium van Amsterdam en aan de Université Européenne d'Eté pour saxophone in Gap.
In zijn carrière behaalde hij vele prijzen als artiest. Prijzen zoals de Zilveren Vriendenkrans van het Concertgebouw in 1986 en in 1991 de Nederlandse Muziekprijs. In 2003 was hij de eerste hedendaagse saxofonist die de recent ontdekte originele versie van 'Fantasia' van de hand van Heitor Villa-Lobos uitvoerde in Wenen, samen met de Wiener Concert Verein.

## Duo met Ivo Janssen
Sinds 1983 vormt hij samen met Ivo Janssen op piano een muzikaal duo. Steeds vaker maakt hij gebruik van de speciale historische saxofoons uit zijn verzameling. Op authentieke, door Adolphe Sax gebouwde, saxofoons en een Erard piano spelen zij een vroeg-19e-eeuws saxofoonrepertoire. Samen hebben zij onder het label Vanguard Classics een zestal cd's uitgebracht.

## Aurelia Saxofoon Kwartet
Momenteel vormt hij samen met Femke IJlstra, Niels Bijl en Juan Manuel Dominguez het Aurelia Saxofoon Kwartet. In dit kwartet nam hij aanvankelijk de tenorsaxofoon voor zijn rekening, maar switchte in 2013 bij een personele wisseling naar altsaxofoon.

## Discografie
- 1989: Saxophone Sonatas – Arno Bornkamp & Ivo Janssen (Creston, Schmitt, Hindemith, Desenclos, Charpentier, Denisov)
- 1993: Reed my mind – Arno Bornkamp (Berio, Stockhausen, Noda, Mefano, Lauba)
- 1995: The Classical Saxophone - Arno Bornkamp, Camerata Amsterdam, Jeroen Weierink, Ivo Janssen
- 1996: Hot Sonate - Arno Bornkamp & Ivo Janssen (Schulhoff, Husa, Mihalovici)
- 1998: Scaramouche – Franse saxofoonmuziek
- 1998: Arno Bornkamp & Ivo Janssen - Saxophone and Piano (Brahms, Franck, Schumann)
- 2001: Heartbreakers - Jacob ter Veldhuis & Arno Bornkamp, The Houdini's, Rene Berman, Kees Wieringa, Eleonore Pameijer, Aurelia Saxophone Quartet
- 2001: Adolphe sax revisited – Arno Bornkamp & Ivo Janssen
- 2002: Devil's Rag - The Saxophone In 12 Pieces - Arno Bornkamp & Ivo Janssen
- 2005: Metropolis - Berlin 1925-1933 – Arno Bornkamp, Ties Mellema, Ivo Janssen, Ultrech String Quartet
- 2007: Boston to Paris, the Ellisa Hall Collection
- 2008: Buku of horn, Arno B plays Jacob TV
- 2012: Frank Martin and the Saxophone
- 2014: Maurice Ravel, transcripties - Arno Bornkamp & Ivo Janssen
- 2014: Claude Debussy, transcripties - Arno Bornkamp & Ivo Janssen